# كايزر
كايزر (بالبورمية: ကိုင်ဇာ)‏ هو مغني وكاتب أغاني ميانماري، ولد في 18 فبراير 1961.